# Jean Demesvar Delorme
Pour les articles homonymes, voir Delorme.
Demesvar Delorme est un homme politique, parlementaire haïtien et membre de gouvernement, et un écrivain haïtien, né le 10 février 1831, dans le département du nord , particulièrement dans la commune du Cap Haitien et mort le 25 décembre 1901 à Paris. 

## Biographie
Démesvar Delorme est né au Cap Haïtien en février 1831. Le 7 mai 1842, Demesvar Delorme est témoin du tremblement de terre qui détruit toutes les villes de la côte Nord d'Haïti.
Devenu journaliste, il fonde un journal, L’Avenir, y défendant une conception libérale de la république et qui est interdit par le pouvoir. Il se lance alors dans la politique et est élu député du Cap Haïtien en 1862, s'associant à l'opposition parlementaire. Cette assemblée est dissoute en 1863. Il se consacre brièvement à la création littéraire, puis en 1865, il participe avec Sylvain Salnave à la rébellion contre le président Fabre Geffrard, qui nécessite une intervention de la marine britannique, pour que Geffrard se maintienne encore quelques mois.
Après la chute de Geffrard, qui démissionne en 1867, et surtout l'élection de son ami Sylvain Salnave à la Présidence de la République, il entre au gouvernement et y occupe différents postes comme ministre des Affaires étrangères et des Cultes. 
Mais la désunion s'installe entre les deux ex-amis politiques, entre lui et le général et président Sylvain Salnave, qui lutte à la tête des forces armées contre diverses rébellions. En 1868, il est contraint d'abandonner ses fonctions ministérielles et s'exile, alors qu'à Haïti, le régime de Salnave s'effondre, qu'il est renversé en 1869 et exécuté peu de temps après. La République haïtienne vit une période de forte instabilité. Demesvar Delorme s'installe à  Paris de 1868 à 1877. Il y cotoie des personnalités françaises à la fois littéraires et politiques, comme Victor Hugo, Alphonse de Lamartine, Hippolyte Taine. Il publie également différents pamphlets (La reconnaissance du général Salnave en 1868, Les Paisibles en 1874), des romans dont l'histoire se situe loin de sa terre natale (Francesca en 1872, Le Damné en 1877) et des essais politiques (Les théoriciens au pouvoir en 1870 où il défend la participation d'intellectuels au pouvoir politique, puis Réflexions diverses sur Haïti en 1873).
Il rentre en Haïti et est de nouveau élu député au Cap Haïtien en 1878. Le président Lysius Salomon l'emprisonne , et le fait sommairement condamné à mort. Il est finalement gracié et libéré. Après le départ de Canal le 17 juillet 1879, un Comité d'Ordre Public est formé, formé par le Parti National et dirigé par Darius Denis comme président et Demesvar Delorme comme vice-président. Ce Comité fut rapidement dissous par Hériston Hérissé, qui mit en place le 26 juillet un gouvernement provisoire présidé par Joseph Lamothe,,. En 1884, il devient directeur du Moniteur, un grand quotidien de Port-au-Prince. Il y fait paraître en feuilleton un nouveau roman, L’Albanaise au milieu des années 1880. Sous Florvil Hyppolite, il est chargé de missions diplomatiques en Europe, notamment à Berlin et au Vatican, en 1891 et 1893. Il ne retourne que quelques mois en Haïti, en 1901, puis repart mourir à Paris, la même année 1901.